# Jabłonka (Ostróda)
Jabłonka (deutsch Jablonken) ist ein Ort in der polnischen Woiwodschaft Ermland-Masuren. Er gehört zur Gmina Ostróda (Landgemeinde Osterode in Ostpreußen) im Powiat Ostródzki (Kreis Osterode in Ostpreußen).

## Geographische Lage
Jabłonka liegt im Westen der Woiwodschaft Ermland-Masuren, zehn Kilometer östlich der Kreisstadt Ostróda (Osterode in Ostpreußen).

## Geschichte
Jablonken war ursprünglich eine Försterei, die dem Staatsforst Jablonken zugeordnet war. 1874 kam der Ort zum Amtsbezirk Jablonken (1938 bis 1945 Altfinken, polnisch Stare Jabłonki) im Kreis Osterode in Ostpreußen. 1929 wurde Jablonken ein Wohnplatz innerhalb der Gemeinde Altfinken.
Mit dem gesamten südlichen Ostpreußen wurde Jablonken 1945 in Kriegsfolge an Polen überstellt. Der Ort erhielt die polnische Namensform „Jabłonka“ und ist heute – als „część wsi Stare Jabłonki“ (= „Teil des Dorfs Stare Jabłonki“) – eine Ortschaft innerhalb der Landgemeinde Ostróda (Osterode) im Kreis Osterode in Ostpreußen, bis 1998 der Woiwodschaft Olsztyn, seither der Woiwodschaft Ermland-Masuren mit Sitz in Olsztyn (Allenstein) zugehörig.

## Kirche
Bis 1945 war die Försterei Jablonken in die evangelische Kirche Osterode in der Kirchenprovinz Ostpreußen der Kirche der Altpreußischen Union, sowie in die römisch-katholische Kirche der Kreisstadt eingepfarrt.
Heute gehört Jabłonka evangelischerseits weiterhin zur Kirchengemeinde Ostróda, jetzt der Diözese Masuren der Evangelisch-Augsburgischen Kirche in Polen zugeordnet. Katholischerseits ist der Ort der neu geschaffenen Pfarrei Stare Jabłonki im Erzbistum Ermland zugehörig.

## Verkehr
Jabłonka liegt nur wenige hundert Meter südlich der Woiwodschaftsstraße 16 entfernt und ist von Stare Jabłonki aus direkt zu erreichen. Stare Jabłonki ist auch die nächste Bahnstation und liegt an der Bahnstrecke Toruń–Tschernjachowsk (deutsch Thorn–Insterburg).